# Paula Cale
Paula Korologos Cale (født 2. juni 1970) er en græsk-amerikansk skuespillerinde, bedst kendt for sin rolle som Joanie Hansen i tv-serien Providence.

## Biografi

### Opvækst
Paula Korologos er født den 2. juni 1970 i Great Falls, Virginia i en forstad til Washington, DC. Hun er af græsk-amerikansk afstamning og et aktivt medlem af mormonkirken. Hun er den yngste af 3 børn, med en søster, Ann, og bror, Philip.
Hendes far, Tom C. Korologos, arbejdede  som en ledende Capitol Hill-lobbyist under Nixon og Fords embedsperioder og har arbejdet tæt sammen med præsident George W. Bush. Fra 2004 til 2007 var han udsendt som USAs ambassadør i Belgien. Hendes mor, Joy, var husmor og kvindelig formand for Fairfax County School Board. Moren døde i 1997 af en kræftsvulst i hjernen. 
Cale gik på "Langley High School" og var under Ronald Reagans år som præsident, praktikant i Det hvide hus. Efter sin dimission i 1988 kom hun på lærerseminar i 1 år på "Vanderbilt University" i Nashville, Tennessee, hvorefter hun blev overflyttet til det prestigefyldte "Goodman School of Theatre" på "DePaul University" i Chicago, hvor hun vandt et stipendium til at studere drama og fik en bachelor-grad i skuespil i 1993.

### Karriere
Efter sin dimission fra "DePaul University" var Cale med til skabe rollen som Suzanne i "Steppenwolf Theatre"s fremstilling af Steve Martins Picasso at the Lapin Agile i Chicago, og hun tog med produktionen til Los Angeles i 1995, hvor hun blev set af Candice Bergen, som senere tilbød hende rollen som den tilbagevendende McGovern, en reporter i Murphy Brown. 
Ikke længe efter medvirkede Cale i to forskellige komedier på to forskellige tv-stationer samtidig. Hun spillede en næsvis servitrice i Local Heroes og portrætterede en nervesvækket hustru i en komedie af Dave Chappelle, der hed Buddies.
Hun tog derefter til New York City for at være med i en række sceneshows på Broadway, herunder i The Night of the Iguana og efterfølgende iforestilling Bunny, Bunny, hvor hun spillede sin yndlingsrolle som Gilda Radner. 
Hun vendte derefter tilbage til Los Angeles, hvor hun var gæstemedvirkende i to afsnit i NBC's The Naked Truth, som henholdsvis søster til rollen spillet af Tea Leoni, og i Cybill som Cybill Sheridans tilbagevendende niece.
Efter en succesfuld karriere som en tv- og Broadway-skuespiller var hun indledningsvist tøvende, da hun blev tilbudt at komme til audition på dramaserien Providence. Cale kombinerede både komik og dramatik i sin rolle som Joanie, der er en ugift mor. 
I 2005 var Cale medvirkende i en ny ABC sitcom, In the Game, før showet blev aflyst.

### Privat
Fra 1995 til 1999 var Cale gift med skuespilleren Bennett Cale.
Den 29. juli 2006 blev hun gift med Los Angeles-filmmanuskriptforfatteren Michael Lisbe på Sopris Mountain Ranch i Basalt, Colorado.
Cale bor i øjeblikket i Los Angeles, hvor hun laver velgørenhedsarbejde for sin kirke, og hun nyder også at spille golf i sin blomsterhave og at se sport. Hun overvejer at følge op på sin læreruddannelse og måske blive lærer engang i fremtiden.

## Filmografi
| År        | Titel             | Rolle                 | Bemærkninger                                |
| --------- | ----------------- | --------------------- | ------------------------------------------- |
| 1993      | The Untouchables  | Sig selv              | Episoderne: Cuba: Part 1 Cuba: Part 2       |
| 1995      | Murphy Brown      | McGovern              | 7 episoder i serien                         |
| 1996      | Buddies           | Lorraine              | Tv-serie                                    |
| 1996      | Local Heroes      | Gloria                | Tv-serie                                    |
| 1997      | The Naked Truth   | Lizzie Wilde          | Episoderne: The Dating Game The Sister Show |
| 1997      | Office Killer     | Paula                 |                                             |
| 1998      | Union Square      | Bennett Edwards       | Episoden: It Takes a Thief                  |
| 1998      | Cybill            | Claire                | Episoderne: Oh Brother! Bakersfield         |
| 1998      | Milo              | Marian                |                                             |
| 1998      | Winchell          | Mrs. Klurfeld         | Tv-film                                     |
| 1999-2002 | Providence        | Joan 'Joanie' Hansen  | Tv-serie                                    |
| 2001      | Brian's Song      | Joy Piccolo           | Tv-film                                     |
| 2002      | Martin and Lewis  | Betty Martin          | Tv-film                                     |
| 2004      | In the Game       | ---                   | Tv-film                                     |
| 2004      | Mommy             | Tracey                |                                             |
| 2005      | Grown Men         | ---                   | Tv-film                                     |
| 2005      | Ghost Whisperer   | Candace Dale          | Episoden: The Crossing                      |
| 2005      | Joey              | Filminstruktøren Abby | 3 episoder                                  |
| 2005      | Twins             | Lisa                  | Episoden: Horse Sense                       |
| 2006      | Twenty Good Years | Annette               | Pilot-afsnittet The Elbow Incident          |
| 2006      | House M.D.        | Edie Ex-Hartman       | Episoden: Finding Judas                     |
| 2007      | Imperfect Union   | Carly                 | Tv-film                                     |

## Ekstern henvisning
- Paula Cale på Internet Movie Database (engelsk)
- Paula Cale på AlloCiné (fransk)
- Paula Cale på AllMovie (engelsk)
- Paula Cale på The Movie Database (engelsk)
- Paula Cale på Internet Broadway Database (engelsk)